# 交里乡
交里乡，是中华人民共和国陕西省延安市宜川县下辖的一个乡镇级行政单位。

## 行政区划
交里乡下辖以下地区：
交里村、兰河村、赤良村、段塬村、太泉村、李家塬村、南岭村、乔庄村、合配村、岔口村、孟长镇村和四方村。